# Claude Herbulot
Claude Herbulot (Charleville-Mézières, 19 de febrero de 1908 - París, 19 de enero de 2006) fue un entomólogo francés. Era lepidopterista y se especializaba en polillas de la familia Geometridae. Su colección se encuentra en la Zoologische Staatssammlung München .

## Biografía
Herbulot nació en Charleville-Mézières en 1908, en las Ardenas, y sus primeros trabajos versaron sobre la fauna de lepidópteros del distrito. Más adelante en su vida visitó muchos países afrotropicales y orientales y pasó un tiempo en Madagascar estudiando la fauna y describiendo aproximadamente un tercio de las especies de geométridos de la isla.

## Obras
Sus publicaciones más conocidas incluyen los Volúmenes I y II (Polillas) de los lepidópteros de Francia, Bélgica y Suiza, que se publicaron en 1948 y 1949. La lista de sus 286 obras la proporciona el Museo de Múnich.
Fue elegido presidente de la Société entomologique de France en 1953. Fue galardonado con la Medalla Spix en 1999 y luego el Premio Jacob Hübner en 2002.

## Géneros y especies que describió.
Describió 950 taxones.  La lista completa debería publicarse pronto.
A Claude Herbulot se atribuyen 30 géneros, de los cuales 28 son válidos:
- Anticleora Herbulot, 1966
- Antilurga Herbulot, 1951
- Antozola Herbulot, 1992
- Archirhoe Herbulot, 1951
- Catarhoe Herbulot, 1951
- Dargeia Herbulot, 1977
- Darisodes Herbulot, 1972
- Dorsifulcrum Herbulot, 1979
- Disclorodes Herbulot, 1966
- Disrhoe Herbulot, 1951
- Glaucorhoe Herbulot, 1951
- Grammorhoe Herbulot, 1951
- Hialinometra Herbulot, 1972
- Hidatopsis Herbulot, 1968
- Klinzigidia Herbulot, 1982
- Malgassapeira Herbulot (citado en la literatura pero nunca publicado) [5]
- Malgassorhoe Herbulot, 1955
- Malgassothisa Herbulot 1966
- Microlyces Herbulot 1981
- Mimaplasta Herbulot 1993
- Orbamia Herbulot 1966
- Paramathia Herbulot 1948
- Pareulype Herbulot, 1951
- Parortholitha Herbulot, 1955
- Protorhoe Herbulot, 1951
- Pseudolarentia Herbulot, 1955
- Rougeotiana Herbulot, 1983
- Rougeotiella Herbulot, 1984 (en sustitución de Rougeotiana, nombre ya utilizado por Bernard Laporte para designar un nuevo género de Noctuidae) [6]
- Esteganomima Herbulot, 1972
- Toulgoetia Herbulot, 1946

En otro lugar se proporciona una lista de aproximadamente 400 de los taxones que creó, con todas las referencias 
El museo de Munich enumera los 4 géneros y 29 especies descritas que llevan su nombre.